# Développement d'un film noir et blanc
Pour les articles homonymes, voir Développement.
 (juin 2013).
Si vous disposez d'ouvrages ou d'articles de référence ou si vous connaissez des sites web de qualité traitant du thème abordé ici, merci de compléter l'article en donnant les références utiles à sa vérifiabilité et en les liant à la section « Notes et références ».
Le développement d'un film noir et blanc est une étape dans la chaîne de la création d'une photo argentique noir et blanc qui permet de rendre utilisable un film après la prise de vue, c'est-à-dire :
1. Les images négatives sont visibles et non plus latentes
2. Le film n'est plus sensible à la lumière
3. Le support ne contient aucun produit chimique qui le détériorerait dans le temps.

Cette technique de développement est le procédé le plus ancien et le plus facile à mettre en œuvre. De lui découlent les deux autres procédés permettant d'obtenir une photo (Développement d'un film négatif couleur, Traitement E-6).
L'étape suivante (et finale) de la chaîne de création d'une photographie noir et blanc est le tirage photographique.

## Étapes du développement d'un film
La description ci-dessous concerne les films dits « classiques ». Il existe également des films noir et blanc qui se développent comme des films négatifs couleur (procédé C41) et qui sont dits « chromogéniques ».

### Mise sur spire

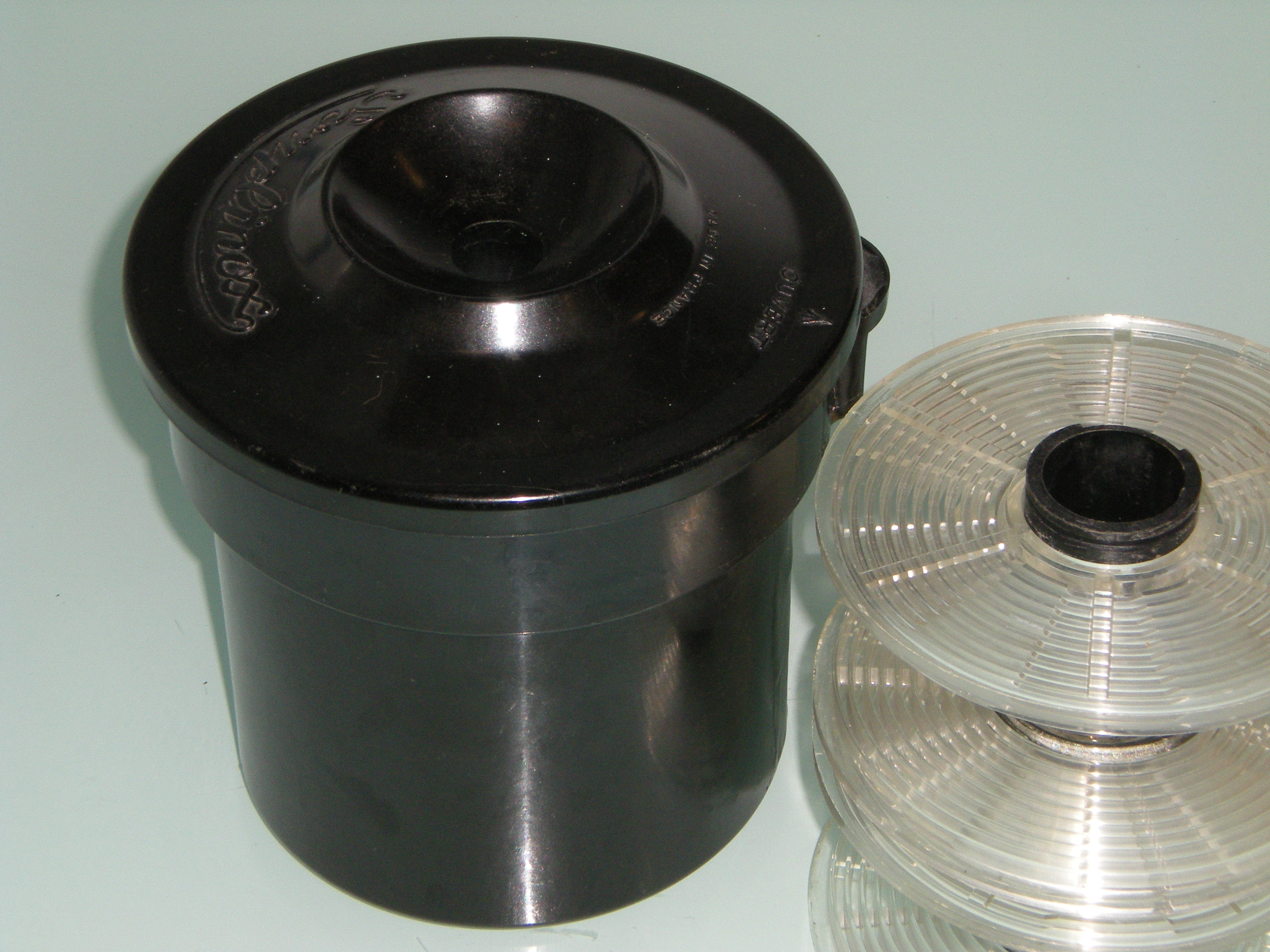
Une cuve de développement et deux spires pour films de 35 mm.

- La première étape pour un film en rouleau consiste à transférer la pellicule sur une spire métallique ou plastique. Cette étape doit se faire dans le noir total.
- Pour une cartouche 135 il faut sortir le film de la cartouche, soit en ouvrant la cassette avec un décapsuleur à bouteilles, soit en utilisant un extracteur d'amorce qui permet de ressortir l'amorce de la cassette (certains appareils permettent de ne pas rentrer entièrement le film et il est possible de faire de même avec les appareils à rebobinage manuel). L'ouverture au décapsuleur doit se faire dans le noir alors qu'il est possible de couper l'extrémité de l'amorce voire d'en insérer le début dans la spire à la lumière du jour.
- Pour les films sur papier protecteur (120, 127) il faut, dans le noir dérouler le papier protecteur jusqu'à arriver au film. Une astuce consiste à enrouler le film jusqu'à arriver au scotch fixant le film au papier. On peut alors décoller ce scotch et le replier sur l'extrémité du film ce qui la rigidifie et facilite son insertion dans la spire.
- Dans tous les cas, le reste de la mise en spire doit se faire dans le noir.
- La spire chargée est placée dans la cuve qui est refermée. On peut alors rallumer dans le laboratoire.

Astuces pratiques :
- S'entraîner d'abord avec un film usagé et non développé, insérer une pellicule dans une spire les yeux fermés ou dans le noir n'est pas forcément évident. Une fois le film sorti de sa cartouche, il sera impossible de rallumer la lumière, sous peine de le détériorer.
- En cas de problème lors de la mise en spire du film, on peut également placer le film enroulé entier dans la cuvette sans sa spire, puis refermer la cuvette, toujours dans le noir complet. On peut ensuite s'entraîner de nouveau et vérifier que la spire ne présente pas de problème tels bille bloquée, spire pas parfaitement sèche. Enfin, recommencer la mise en spire dans le noir total.
- Si l'appareil le permet, on peut laisser dépasser l'amorce de la cartouche, ce qui permet de préparer l'amorce et de commencer la mise en spire au jour. On peut également extraire l'amorce du film en utilisant une bande autocollante ou un extracteur d'amorce que l'on introduit dans la cassette par les lèvres. Cette méthode permet de rentrer le film dans sa cartouche en cas de souci de mise en spire.

### Le révélateur
- C'est le produit qui permet le développement.
- Le film est plongé dans une solution réductrice basique, dans le noir total, pendant une durée déterminée selon le film (sensibilité, marque-modèle) et le type de révélateur utilisé (marque, concentration, ...) ainsi que la température (18 °C, 20 °C…) et l'agitation. Les sels d'argent (généralement du bromure d'argent AgBr) sont réduits par le révélateur et se transforment en argent métallique visible qui va former l'image négative. Le film est alors lavé à l'eau pour retirer les traces de révélateur (si aucun bain d'arrêt n'est utilisé).

### Le bain d'arrêt
- C'est la partie du traitement qui permet de stopper l'action du révélateur et de préserver le fixateur.
- Lorsqu'on traite le film en cuve, cette étape permet de stopper le développement mis en action par le révélateur. Le produit utilisé est généralement de l'eau additionnée d'acide acétique (ou du vinaigre blanc). Cette étape a généralement une durée de 30 secondes à la même température que le révélateur.

Il est recommandé d'utiliser un bain d'arrêt d'un pH de 3,5 à 5,5. Le contrôle peut se faire au moyen de papiers test ou d'un pH-mètre.
Dosage de la composition du bain d'arrêt :
- 1 à 2 cuillère(s) à soupe de vinaigre blanc pour environ 1 litre d'eau à 20 °C.

[correction à faire] il faut une solution à 2 % d'acide acétique donc 25cl de vinaigre à 8 % + 75cl d'eau.
Pour l'acide concentré (60 % par exemple), on dilue jusqu'à obtenir 2 %.
Si on met trop de vinaigre, celui-ci détruira le négatif. S'il n'y en a pas assez, le fixage sera mauvais. Pour remédier à ces inconvénients, on peut acheter de l'acide acétique en droguerie.

### Le fixateur
- C'est le bain qui permet de stabiliser l'image négative.

- Avant le lavage, le film est plongé dans un bain dont l'agent actif est un thiosulfate (ancien nom : hyposulfite) qui a pour rôle de dissoudre les sels d'argent non développés. Pour cette étape, le film n'a plus besoin de rester dans le noir (au moins à la fin du traitement). Le fixateur peut contenir des agents tannants (formol…) pour durcir la gélatine. Après lavage et séchage le film est prêt à être tiré.

Le produit de fixage utilisé ici est beaucoup plus concentré que celui qui est utilisé pour le tirage du papier. Il est fortement déconseillé d'utiliser la même préparation pour les deux usages.
Contrairement aux révélateurs, ce produit ne s'oxyde pas au contact de l'air et de la lumière, le fixateur se teste facilement avec un morceau de film (l'amorce, ou un reste de découpe avant la mise en spire), on mesure le temps mis au film pour devenir transparent et on le multiplie par deux. Le fixateur a un nombre de surface fixable variable selon sa dilution et les émulsions traités.

### Le lavage
En plus d'un lavage énergique, peuvent s'ajouter l'aide lavage et l'agent mouillant. L'aide lavage permet de raccourcir le temps de lavage du film sous l'eau courante, évitant ainsi le gaspillage de l'eau. L'agent mouillant permet d'éviter toute trace de résidus calcaires présents dans l'eau courante. Utiliser de l'eau distillée pour cette étape est inutile.
Le lavage est une étape souvent négligée mais qui conditionne la tenue dans le temps du film ; les traces de fixateur restant dans le film continuent à agir et peuvent à terme détruire l'image sur le film.
Lorsque l'eau de distribution est dure (calcaire), il est recommandé de terminer par un rinçage à l'eau déminéralisée additionnée d'agent mouillant de façon à éviter les traces de calcaire lors du séchage du film. De même, l'usage de l'eau déminéralisée est recommandé pour la préparation des bains d'arrêt et de fixage ainsi que pour le mouillage du film avant développement. Le révélateur peut être préparé avec de l'eau de distribution si on utilise une préparation à « bain perdu », c'est-à-dire une solution à utilisation unique.

## Exemple de développement d'un film en cuve
Il s'agit d'un développement à 20 °C (68 °F). Pour un bon résultat, il faut que tous les éléments (eau, révélateur, fixateur) soient à la même température.
Après la mise du film en cuve dans le noir total, voici la procédure à suivre.

### 1/ Optionnel: le pré-mouillage
Cette opération, souvent conseillée, a notamment pour effet de dissoudre la couche anti-halo du film, mais surtout de permettre par la suite une action plus uniforme du révélateur. Cela réduira le risque de zones de développement irrégulier lors d'une agitation insuffisante durant les opérations suivantes. Le film doit être à une température très proche de celle des produits de développement. Si l'écart de température est supérieur à 5 °C, il y a risque de choc thermique : la surface du film est alors irrémédiablement abîmée, avec un décollement partiel de l'émulsion et l'apparition de motifs irréguliers.
- Ajouter de l'eau dans la cuve
- Agitation
- Durée : 30 secondes
- Vider la cuve

### 2/ Développement
La technique « à bain perdu » est recommandée. De cette façon, on utilise toujours un révélateur neuf, ayant les meilleures capacités de développement (voir la notice du fabricant pour la dissolution recommandée).
- Agitation les 30 premières secondes en continu et par la suite 5 secondes toutes les 30 secondes. Une agitation violente augmentera le contraste du négatif.

- La durée dépend du type de révélateur utilisé, du type de film et de sa sensibilité ISO ou ASA (cf. au site du fabricant ou sa fiche technique avec certaines précautions). Elle dépend également de la façon dont le photographe veut traiter le contraste sur ce film (un traitement plus long apporte plus de contraste mais aussi plus de « grain »).
- Vider la cuve

### 3/ Bain d'arrêt
Eau + 15 à 30 ‰ d'acide acétique ou 30 % de vinaigre
- Agitation en continu pendant 30 secondes à 1 minute
- Vider la cuve

### 4/ Fixage
- L'agitation est nécessaire
- Durée : voir notice du fabricant

Si on veut vraiment voir rapidement ce qu'il y a sur le film, il ne faut pas ouvrir la cuve avant les 2/3 du temps (déconseillé).
- Vider la cuve

### 5/ Lavage
- Agitation en eau courante
- Durée : 20 à 30 minutes

Note : Ilford préconise une méthode de lavage rapide, réputée très efficace et économe en eau :
1. On remplit la cuve avec de l'eau propre à bonne température. On retourne la cuve 5 fois.
2. On vide l'eau et on remet de l'eau. On retourne la cuve 10 fois.
3. On vide l'eau et on remet de l'eau. On retourne la cuve 20 fois. On vide et c'est propre. Mais cette méthode ne dispense pas d'utiliser un agent mouillant surtout en eau calcaire.

Il est aussi possible d'utiliser une aide de lavage, dans ce cas le processus dure 12 minutes et se déroule comme suit :

#### 1erlavageeau
- Agitation continue
- Durée : 1 minute
- Vider la cuve

#### Aide de lavage
- Agitation continue
- Durée : 1 minute
- Vider la cuve
- Retirer le film de la cuve

#### 2elavageeau
- Agitation en eau courante
- Durée : 10 minutes

Une seconde méthode de lavage existe pour éviter de laisser couler le robinet 10 minutes afin de favoriser un renouvellement d'eau constant dans la cuve.
On peut alors procéder ainsi :
- 1er lavage : remplir la cuve, agiter 10 fois
- 2e lavage : remplir la cuve, agiter 20 fois
- 3e lavage : remplir la cuve, agiter 40 fois

Avec cette méthode on utilise, pour une cuve standard, moins de 3 litres d'eau.

### 6/ Optionnel: agent mouillant
- quelques (2 ~ 3) gouttes de mouillant (kodak photo-flo, Ilford ou liquide vaisselle bio)
- cuve au repos pas d'agitation qui ferait mousser le bain!
- Durée : 1 à 2 min pas plus

### 7/ Séchage
- Accrocher le film à l'aide de pinces à linge aux deux extrémités (en veillant aux courants d'air et à la poussière pouvant détériorer le travail). Il est recommandé d'utiliser les pinces spéciales que l'on trouve dans le commerce, pinces qui s'adaptent à la perforation du film. Une normale pour le haut, une lestée pour le bas.
- Durée minimum de 30 minutes à l'air libre pour que la gélatine durcisse suffisamment pour ne pas se rayer dans l'agrandisseur. Si c'est possible le prolonger jusqu'à 2 heures. Dans le cas de l'utilisation d'une sécheuse de film, commencer par un réglage pas trop chaud puis, après 5 minutes, augmenter la température de l'air soufflé.

## Respect de l'environnement
Afin de préserver l'environnement, les produits ne devraient pas être évacués avec les eaux usées, mais récupérés et retraités.
Certaines solutions sont utilisables plusieurs fois à la suite. En effet, une fois utilisées, elles peuvent être reversées dans un récipient (bouteille) opaque et bien fermé. Les possibilités de ré-utilisation des solutions sont différentes pour chaque produit et indiquées sur les bouteilles.
Les « nouveaux » révélateurs sont mieux biodégradables ; les formules standard à l'hydroquinone par exemple sont très polluantes pour l'environnement. Kodak avec son révélateur XTOL a ouvert la voie à de nouvelles formules moins polluantes. Le révélateur Xtol utilise l'acide ascorbique et de la Dimezone (en très faible quantité pour elle) comme agents révélateurs.